# 후에 궁전 박물관
후에 궁전 박물관(Huế Museum of Royal Fine Arts)은 베트남 고대 왕국의 과거와 그 시대의 예술을 보여주기 위해 만들 박물관이다. 이곳은 후에의 고대 왕국의 수도에 위치해 있다.
1927년 응우옌 왕조 왕실 칙령에 따라 참파 예술 부문도 제정되었다.
2016년에는 “응우옌 왕조의 보물(Royal Treasures of Nguyen dynasty)”이라는 전시회가 열렸으며, 이 전시회에서는 1945년 이후 하노이로 옮겨져 보관되었던 문화재를 전시했다.

## 개요
후에 황성이 있는 레뜩 거리 3번지에 위치한 후에 궁전 박물관으로 300점 이상의 응우옌 왕조의 유물과 황성에 살던 왕족들의 일상을 엿볼 수 있는 것들을 전시하고 있다. 이 박물관은 1923년에 설립된 후에에서 가장 오래된 박물관이며, 당시에는 카이딘 황제의 박물관이라는 명칭을 가지고 있었다. 이때부터 1945년까지, 이곳은 인도차이나에서 가장 인기있는 박물관 중 하나였으며, 전 세계 연구자들의 관심을 끌었다.
6,330평방미터의 면적의 본당은 티에우찌 왕이 1845년에 지어진 롱안 궁이었다. 이곳은 128개의 정교하게 조각된 기둥을 세운, 훌륭한 철골목조 건축물이며, 내외부의 인테리어는 섬세하고, 매우 우아하게 장식되어 후에의 귀중한 유산이 되었다.